# Mendicino
Mendicino község (comune) Olaszország Calabria régiójában, Cosenza megyében.

## Fekvése
A megye délnyugati részén fekszik. Határai: Belmonte Calabro, Carolei, Castrolibero, Cerisano, Cosenza, Dipignano, Domanico, Fiumefreddo Bruzio, Lago és Longobardi.

## Története
A település első írásos említése a 12. századból származik. Egyes történészek szerint valószínűleg az enotrik által alapított Pandosia területén épült fel. A 19. század elején, amikor a Nápolyi Királyságban felszámolták a feudalizmust Cerisano része lett, majd hamarosan elnyerte önállóságát.

## Népessége
A népesség számának alakulása:

## Főbb látnivalói
- San Nicola-templom
- Santa Maria-templom
- San Pietro e San Bartolomeo-templom